# Mezclilla

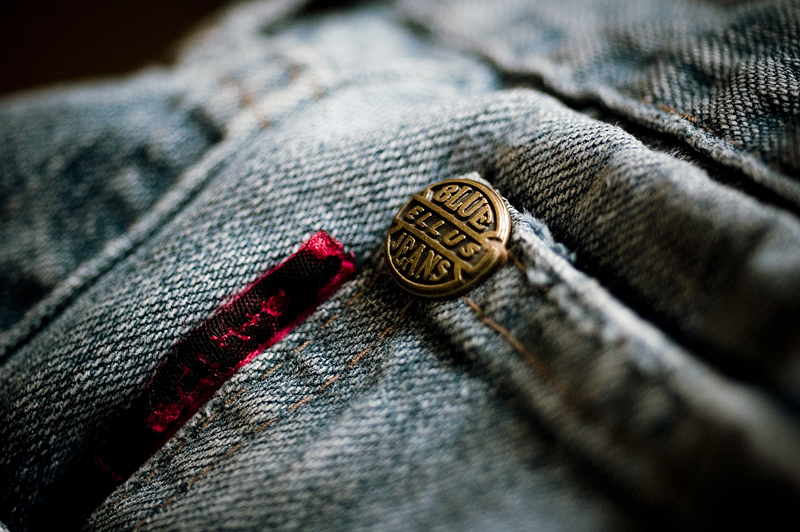
Vaqueros hechos de tela vaquera, con un remache de cobre para reforzar el bolsillo.

La mezclilla, tejido vaquero, tela vaquera, tela de jean denim o  drill es un tejido empleado en la confección de ropa de trabajo. Aunque no hay unanimidad sobre su origen, diversos estudios señalan que surgió en Europa durante la Edad Media. 
En el sur de Francia, en los montes entre las localidades de Nimes y Alès (aldea de Mialet) se halla el Museo del Desierto, en el que se pueden ver testimonios de la vida de las comunidades campesinas luteranas de los siglos XVII y XVIII. 
En los ajuares de estos campesinos, se pueden ver pantalones, chaquetas y chalecos hechos de «tela de Nîmes» (deNim), teñida con azul sombrío con glasto (yerba pastel, o Isatis tinctoria). Nimes se volvió un centro industrial textil basado en el algodón, que dio nombre al denim (o tejido 'de Nimes'). 
Esta tela de lona comenzó a hacerse popular debido a su resistencia y durabilidad, ya que en sus comienzos era empleada para la realización de velas para barcos, tiendas de campaña, toldos y lonas.

## Prendas de vestir
En 1853, un comerciante de San Francisco (California), Levi Strauss, pensó en utilizar las lonas que se utilizaban en la fabricación de tiendas de campaña para hacer ropa de trabajo a los mineros, ropa que resistiera la vida a la intemperie y el peso en los bolsillos del mineral encontrado. Estos pantalones fueron rematados con refuerzos de cobre, y eran todos del mismo color marrón que se usaba en las tiendas de campaña, y sin bolsillos traseros.
Comerciantes genoveses teñían estas telas con un pigmento azul, menos caro y más abundante: el añil extraído de una leguminosa (Indigofera tinctoria) procedente de Java y de la India, que finalmente fue patentado en 1873 por Strauss con su nombre. En inglés, la «tela de Genoa» (Génova en inglés se pronuncia [yenóa]) pasó a llamarse jean ([yin]).
En 1880, el químico Adolf von Baeyer obtuvo un colorante azul a partir del ácido antranílico y se abandonaron los pigmentos de origen biológico.

## Proceso
La tela vaquera es una tela de algodón asargado de trama blanca y urdimbre teñida de azul índigo. Para hacerlo, después que las máquinas hiladoras convierten el algodón en hilos, algunos de estos son teñidos con una coloración azulada y luego encolados para darle mayor resistencia. Se utiliza un urdidor de balas, para después en el telar cruzarlos, por chorro de aire o lanzadera, con otros blancos que serán la trama. La trama puede ser mezclada con fibras elastoméricas (2 %) para formar tejidos elastizados. Se le aplican diferentes tratamientos hasta obtener el tejido vaquero en un proceso que dura 20 días. 
En los años 1970, los vaqueros o jeans se popularizaron hasta el punto de que la mezclilla azul comenzó a usarse en prendas de alta costura. Esto fue posible gracias a la utilización de enzimas como catalizadores en el proceso de fabricación, lo que le ha dado una flexibilidad que no tiene el tejido original y que permite su uso en todo tipo de vestidos y accesorios, incluso en bikinis.